# Sarda orientalis
Sarda orientalis és una espècie de peix de la família dels escòmbrids i de l'ordre dels perciformes.

## Morfologia
Els mascles poden assolir els 102 cm de longitud total i els 10,7 kg de pes.

## Distribució geogràfica
Es troba al Pacífic oriental: des de les Illes Hawaii i la costa continental dels Estats Units fins a la Península de Baixa Califòrnia, Cabo Blanco (Perú), les Illes Galápagos i el Golf de Guayaquil.